# Saint-Aubin-de-Nabirat
Saint-Aubin-de-Nabirat è un comune francese di 129 abitanti situato nel dipartimento della Dordogna nella regione della Nuova Aquitania.

## Società

### Evoluzione demografica
Abitanti censiti